# 헬리컬 스캔
헬리컬 스캔(영어: Helical scan)은 자기 테이프에 고주파 신호를 녹음하는 방법으로, 오픈릴 비디오 테이프 레코더, 비디오카세트 레코더, 디지털 오디오 테이프 레코더 및 일부 컴퓨터 테이프 드라이브에서 사용된다.
이 기술에서는 자기 테이프 헤드(또는 헤드 칩)가 회전하는 헤드 드럼에 배치되며, 높은 각속도 때문에 칩을 고속으로 움직인다. 헤드 칩의 속도는 테이프의 선형 속도보다 빨라야 한다. 테이프는 드럼 주위에 단단히 감겨 있다. 드럼 및 테이프는 헤드 칩이 테이프를 대각선으로 읽을 수 있도록 기울어진 각도로 되어 있다. 테이프의 선형 속도는 헤드 칩의 속도보다 느려, 비디오와 같은 고주파 신호를 읽거나 기록할 수 있다. 테이프가 선형적으로 또는 길이 방향으로 움직일 때, 헤드 칩은 테이프의 너비를 가로질러 대각선 경로로 움직인다. 기하학적 구조 때문에, 이는 테이프의 낮은 선형 속도에도 불구하고 기록 속도라고 알려진 높은 헤드 칩 속도를 달성할 수 있게 한다. 높은 기록 속도는 고주파 신호를 기록할 수 있게 한다. 각 헤드 칩이 테이프와 접촉할 때, 자기에 의해 기록된 정보를 가진 길고 좁은 영역, 즉 트랙을 생성하거나 읽는다. 헬리컬 스캔에서 이러한 트랙은 테이프의 길이에 대해 대각선으로 배치된다. 이 방법을 사용하여 읽거나 기록된 대각선 트랙은 헬리컬 트랙으로 알려져 있다.

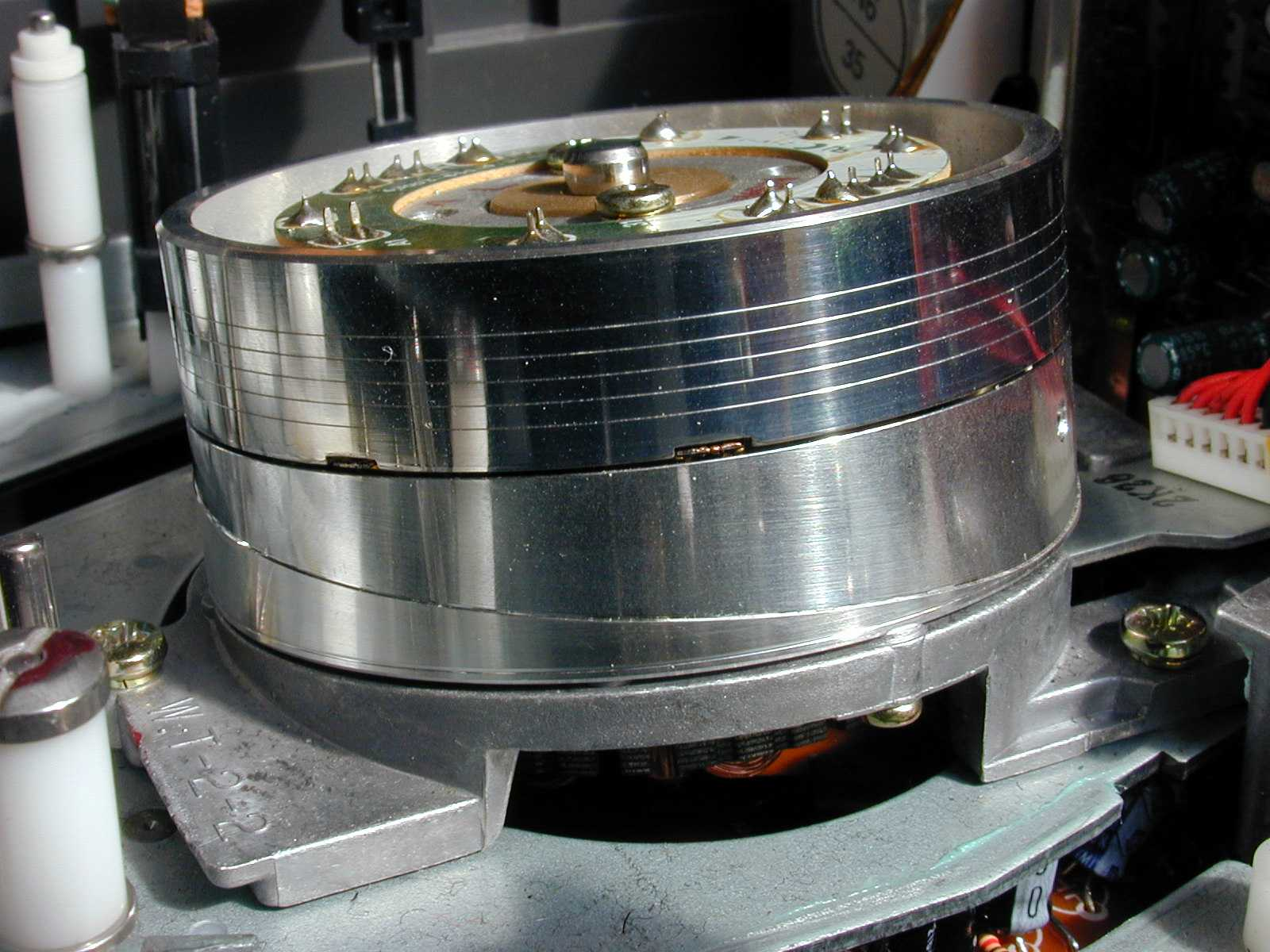
Hi-Fi NTSC VCR의 헤드 드럼; 6개의 헤드 중 3개가 독자를 향하고 있다. 드럼 주위 테이프의 헬리컬 경로를 명확히 볼 수 있다.

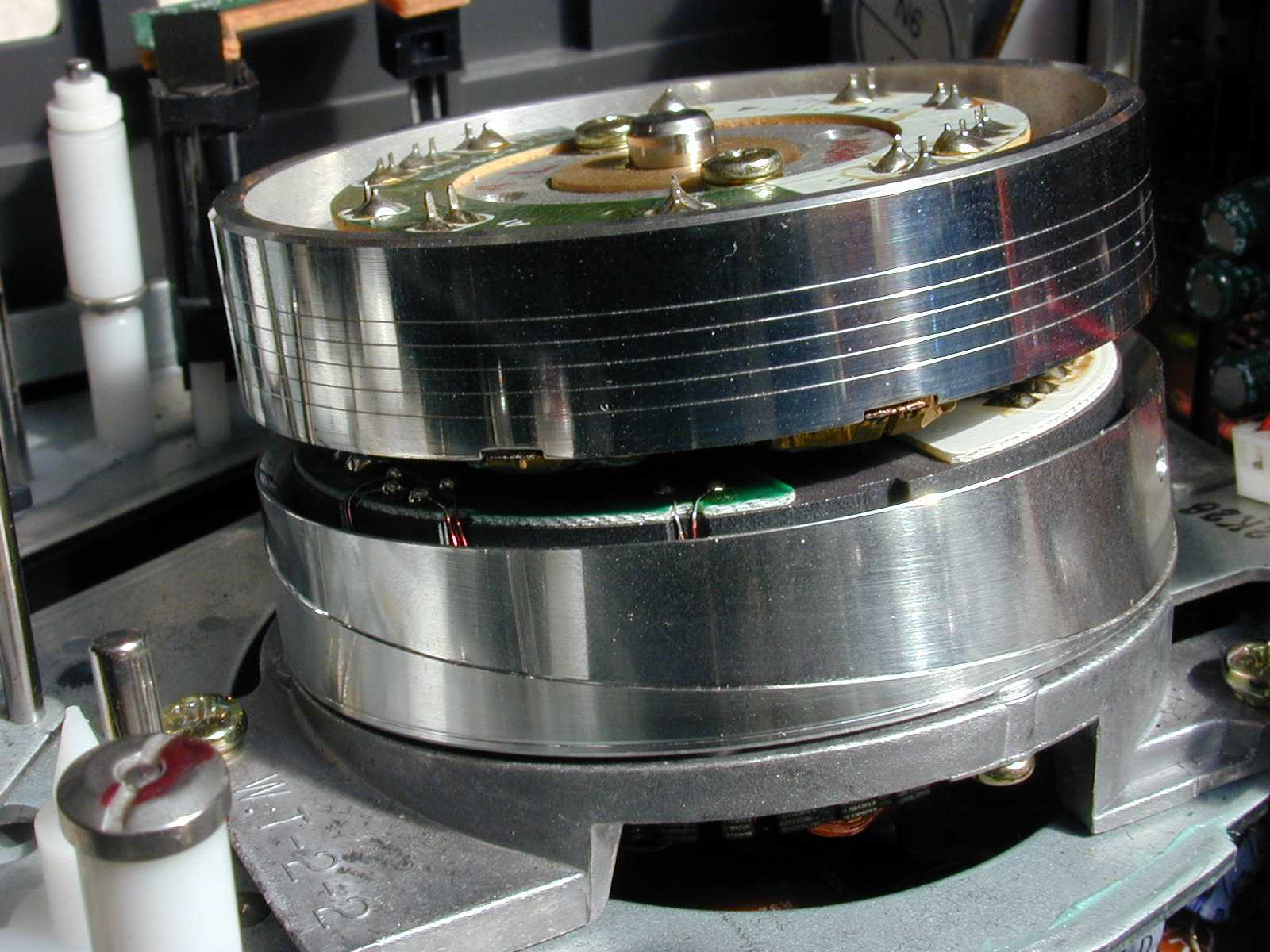
명확성을 위해 회전 부분이 들어 올려진 동일한 헤드 드럼

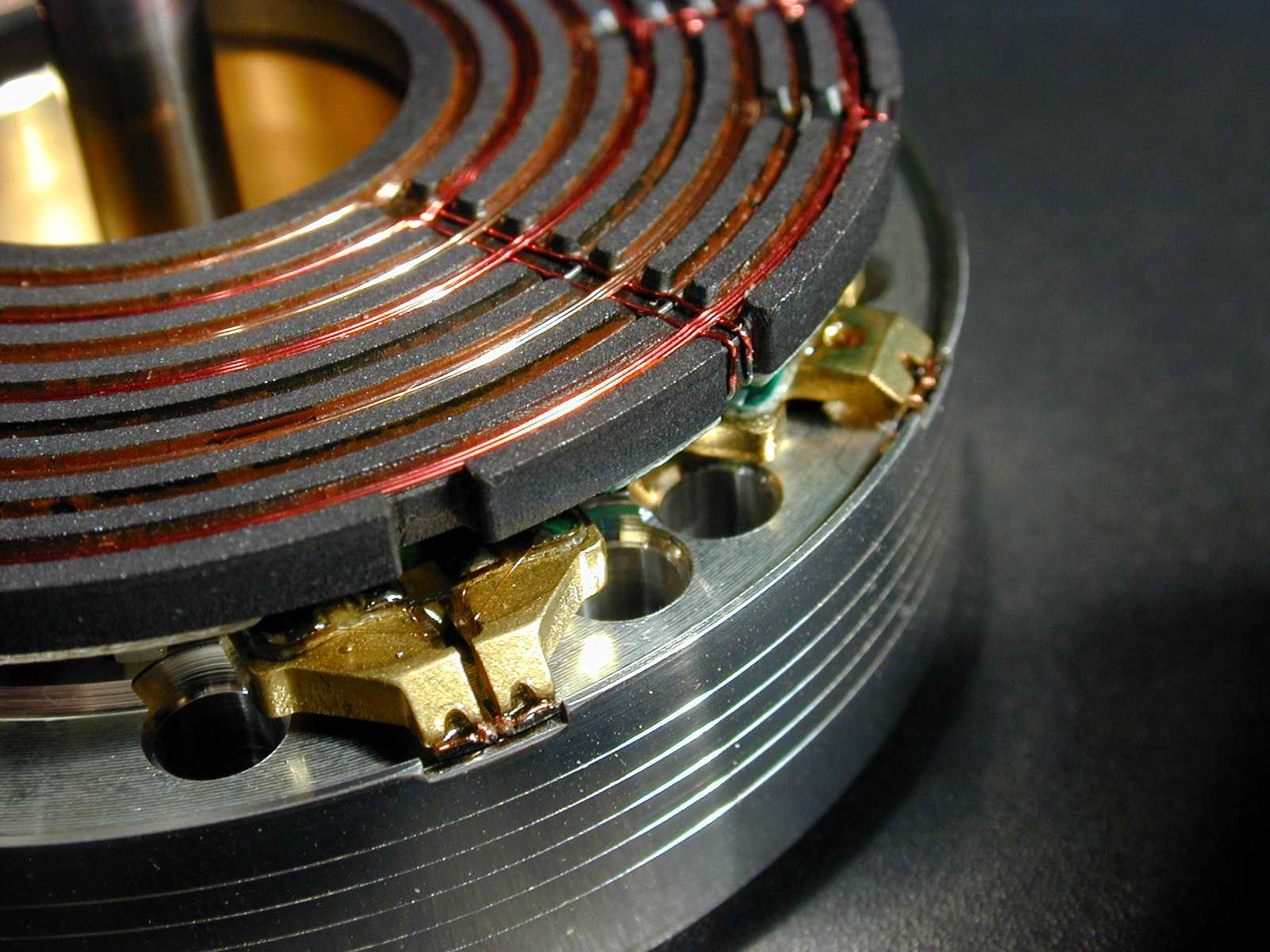
헤드 드럼의 회전 부분에 로터리 트랜스포머와 이 특정 VCR에 사용된 6개의 테이프 헤드 중 3개가 보인다.

## 종류
헬리컬 스캔에는 여러 종류가 있다. 다음을 포함한다:
- 알파 랩(α): 테이프가 드럼 주위에 완전한 360도 방식으로 감겨 있는 방식.[6][7]
- 오메가 랩(Ω): 테이프가 그리스 문자 오메가와 유사하게 드럼 주위에 거의 완전히 감겨 있는 방식. C형 비디오테이프 레코더에 사용된다. 테이프는 드럼 주위에 346도 감기며, 그 중 270도가 기록에 사용된다. 이 때문에 비디오 신호의 수직 블랭킹 간격이 손실되며, 이를 방지하기 위해 비디오 헤드가 테이프를 읽지 않을 때 "1 1/2 헤드" 구성의 보조 헤드가 이 간격을 기록해야 한다. 단일 헤드가 테이프에 단일 대각선 트랙을 생성하는 드럼의 단일 회전으로 두 필드가 있는 전체 비디오 프레임을 기록할 수 있다.[8][9][10][11]
- C 랩: 테이프가 거꾸로 된 C자 모양으로 헤드 드럼 주위에 감겨 있는 방식이며, 베타캠 형식에 사용된다. 200도에서 300도 사이로 감기며, 그 중 180도에서 270도가 활성화되거나 기록에 사용된다. 이는 U자 모양을 옆으로 눕힌 듯한 U-matic 형식의 U 랩과 유사하다. 오메가 랩처럼 테이프가 드럼 주위에 많이 감기지 않으므로, 두 개의 헤드를 사용하여 두 개의 대각선 트랙을 생성하여 비디오 프레임을 기록해야 한다. 각 트랙과 헤드마다 하나의 필드를 기록한다.[12][13][10][14]
- M 랩: VHS 및 D-1 (Sony), D-2 (video) 디지털 영상 테이프 형식에 사용된다. 테이프가 M자 모양으로 헤드 드럼의 왼쪽과 오른쪽에 감기며, 드럼 주위에 250도에서 300도 감기고 그 중 180도에서 270도가 활성화되거나 기록에 사용된다. 180도가 사용되는 경우 두 개의 헤드를 사용한다.[15][16][10][17]
- 하프 랩: 테이프가 드럼 원주의 약 180도 또는 절반을 덮는 모든 종류의 랩을 지칭하는 데 사용된다. 전체 비디오 프레임을 기록하려면 적어도 두 개의 비디오 헤드가 필요하며, 각 헤드는 비디오 필드를 기록하고, 비디오 프레임을 기록하기 위해 두 개의 필드가 필요하다.[18][19]

VHS 및 베타캠과 같은 많은 헬리컬 스캔 카세트 형식은 헤드 드럼에 헤드를 사용하며, 이 헤드는 방위각 기록을 사용한다. 이 기록 방식에서는 헤드 드럼의 헤드에 각도 기울어진 틈이 있고, 반대편 헤드는 서로 반대되도록 틈이 기울어져 있다. 이를 통해 헬리컬 트랙 사이에 가드 밴드가 필요 없게 되어 테이프에 더 높은 정보 밀도를 가능하게 한다.

## 역사
RCA의 얼 에드거 마스터슨은 1950년에 최초의 헬리컬 스캔 방식을 특허받았다. 독일 엔지니어 에두아르트 쉴러는 AEG에서 근무하던 중 1953년에 헬리컬 스캔 기록 방식을 개발했다. 1950년대 초 일본에서 텔레비전 방송이 시작되면서 자기 텔레비전 신호 기록의 필요성을 인식했다. 켄이치 사와자키 박사는 1954년에 헬리컬 스캔 레코더의 시제품을 개발했다. 도시바는 1959년에 헬리컬 스캔 기계를 시연했으며, 이 기계는 트랙당 하나의 비디오 필드를 기록했기 때문에 비디오를 일시 정지하고 실시간이 아닌 속도로 재생할 수 있게 한 최초의 기계였다. 헬리컬 스캔 B형 및 C형 비디오테이프는 1976년에 사용되기 시작했다.

## 갤러리

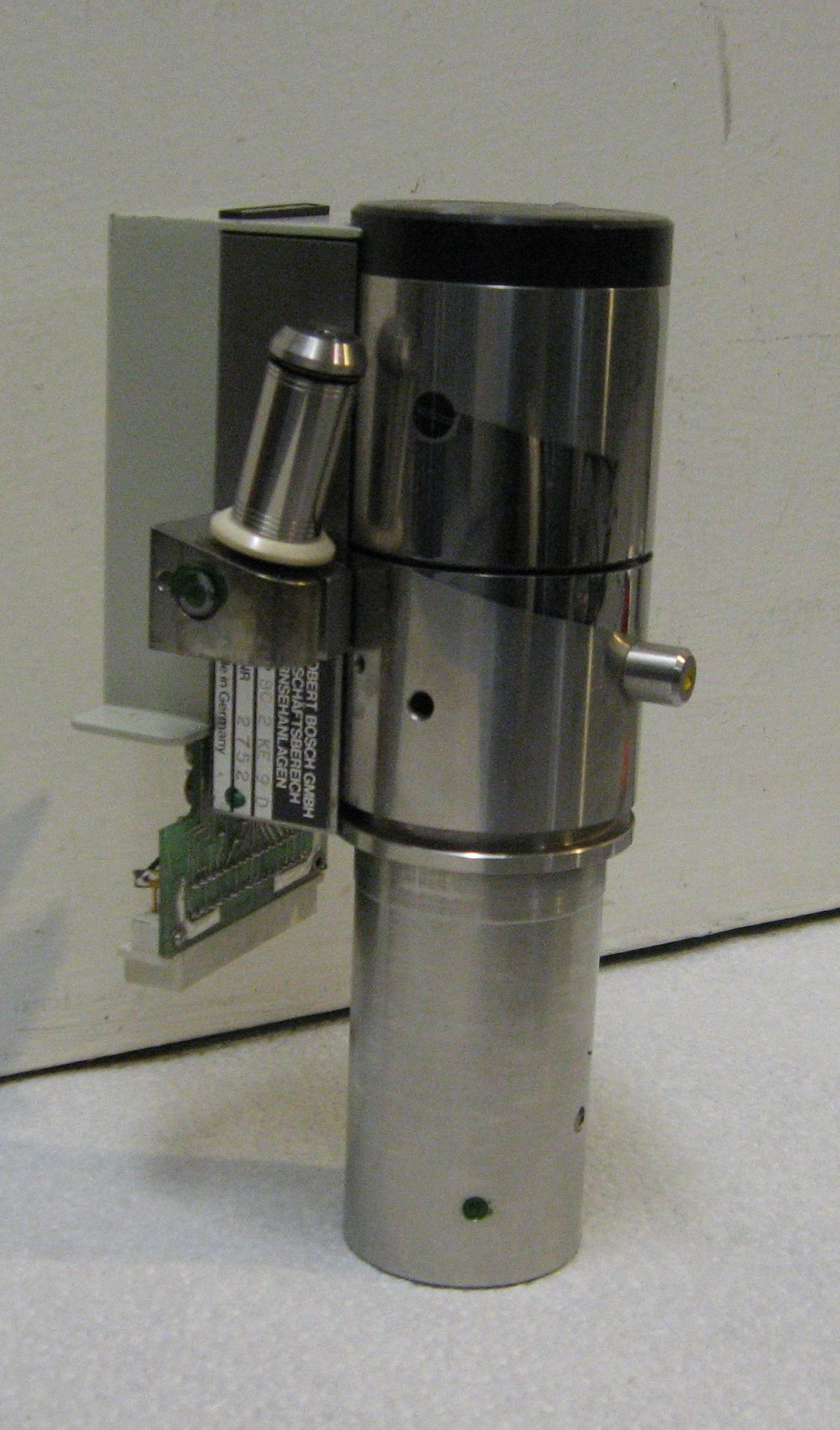
Type B videotape 비디오 스캐너 헤드
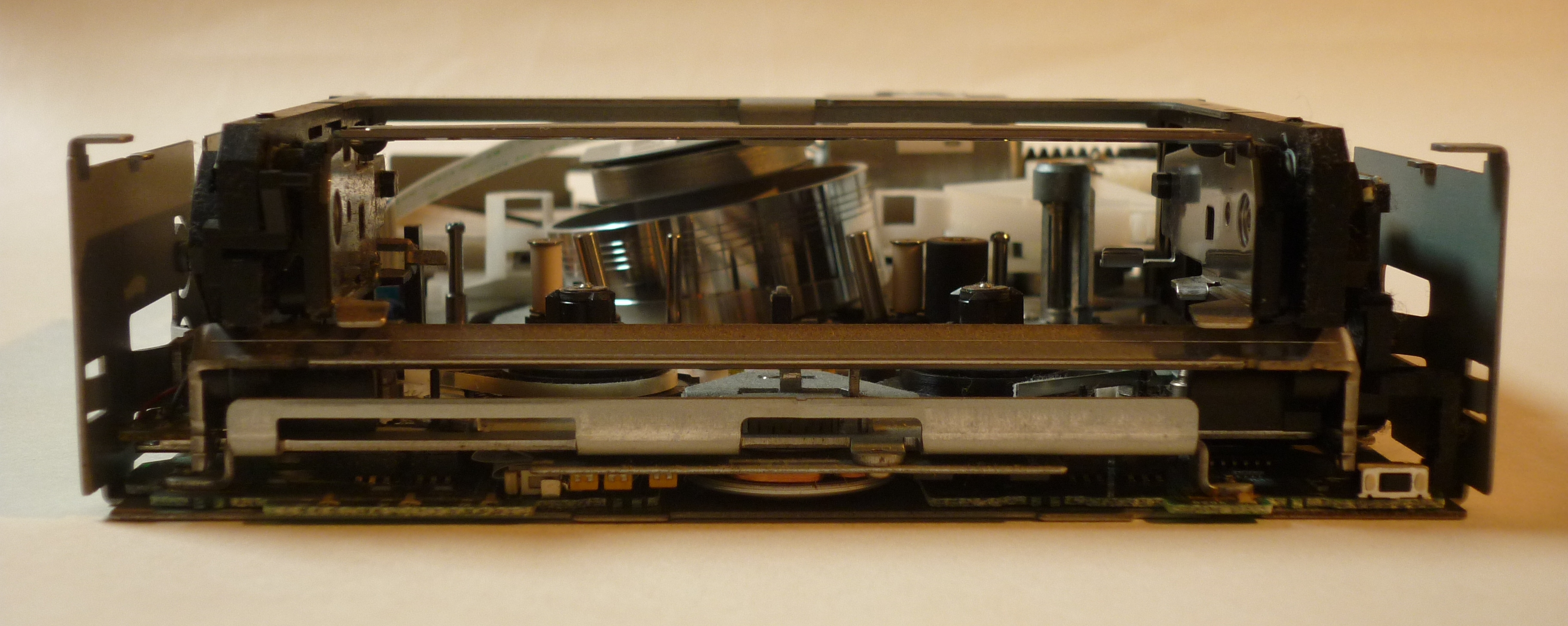
VXA 컴퓨터 테이프 드라이브에서 보이는 회전 헤드
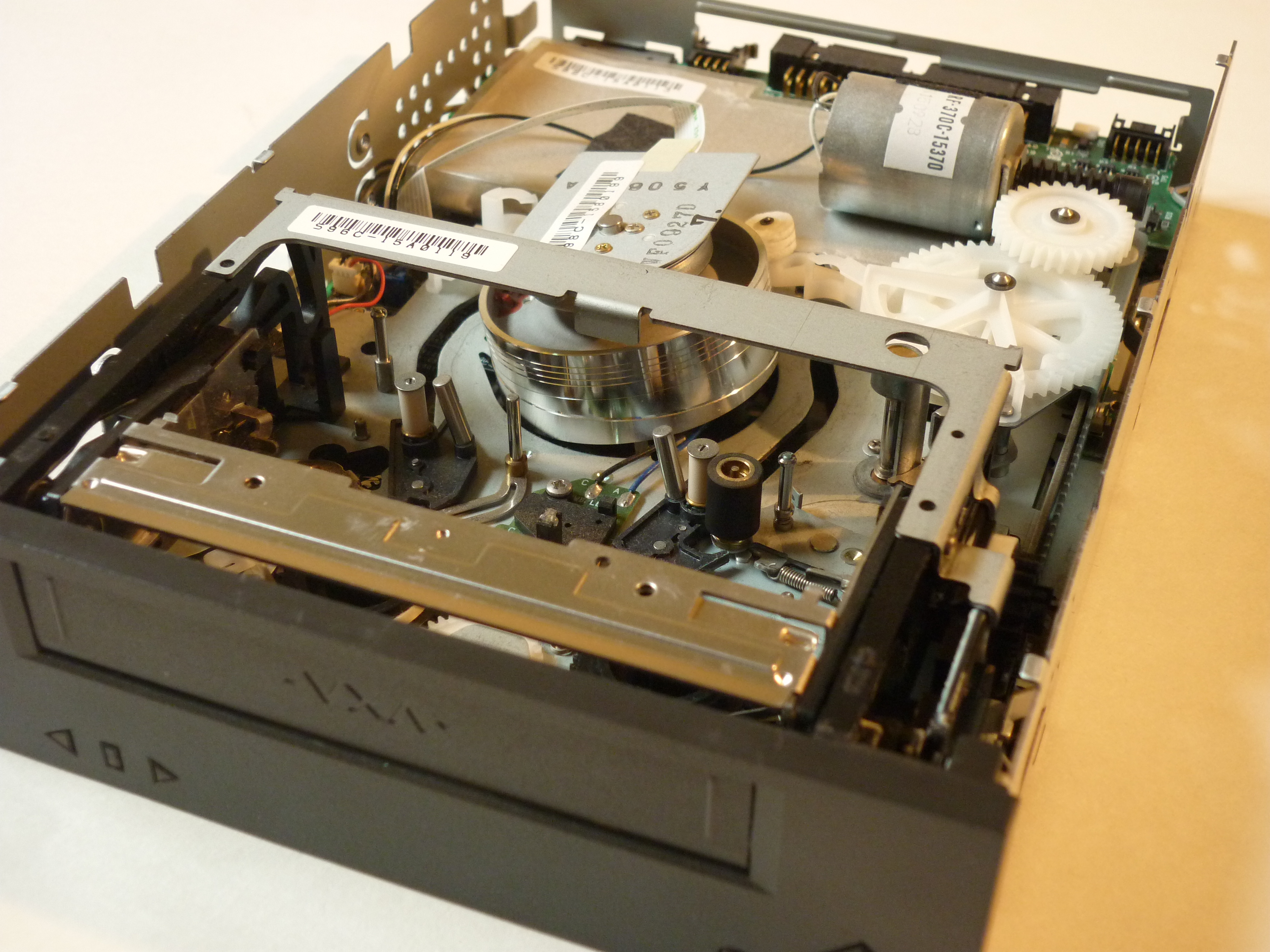
VXA 테이프 드라이브, 회전 헤드 및 로딩 메커니즘의 다른 보기

## 같이 보기
- 방위각 녹화, 많은 헬리컬 스캔 비디오 포맷에서 사용됨
- Type A 비디오테이프
- 1인치 B형 비디오테이프
- 1인치 C형 비디오테이프
- IVC 비디오테이프 포맷 IVC 2인치 헬리컬 VTR, 모델 9000에 대하여
- 비디오 테이프 레코더 (VTR)
- 비전 전자 기록 장치
- 암펙스 2인치 헬리컬 VTR
- 대칭 위상 기록